# Kobi Libii
Kobi Libii, né le 20 janvier 1980 à Fort Wayne (Indiana),, est un comédien, acteur, scénariste et réalisateur américain.

## Biographie
Kobi Libii est diplômé du lycée Snider de Fort Wayne en 2003. Il a ensuite obtenu son diplôme de l'Université Yale en 2007, où il a étudié le théâtre et a été membre de la troupe d'improvisation Just Add Water. Il a étudié l'improvisation dans la troupe The Second City de Chicago, dans l'Illinois.
Il est membre de la distribution de The Opposition with Jordan Klepper (en), une série télévisée satirique diffusée sur Comedy Central. Dans l'émission, Libii a été présenté comme un « journaliste citoyen ». Parmi les autres séries télévisées dans lesquelles il est apparu figurent Doubt : Affaires douteuses, Transparent, Girls et Madam Secretary. Il a également joué dans plusieurs pièces de théâtre, dont la pièce documentaire Boiling Pot, qu'il a co-créée avec Evan Joiner. La pièce a été créée au Cherry Lane Theatre de New York en 2007. Il a ensuite joué dans une production du MCC Theatre de la pièce de Paul Downs Colaizzo Really Really en 2013. Libii a également fait une apparition sur Klepper en tant que lui-même.

## Filmographie

### Comme acteur

#### Cinéma
- 2021 :  We Broke Up (en) :  Ari
- 2022 :  The Hater (en) :  Reggie
- 2024 :  The American Society of Magical Negroes  (en post-production ; uniquement comme scénariste, réalisateur et producteur)

#### Télévision
| Année     | Titre                                   | Rôle          | Remarques            |
| --------- | --------------------------------------- | ------------- | -------------------- |
| 2013      | Next Caller                             | Kyle          |                      |
| 2013-2014 | Alpha House                             | Aaron Stimson |                      |
| 2014      | Girls                                   | Kobi          |                      |
| 2015      | Forever                                 | Keith         |                      |
| 2015-2017 | Madam Secretary                         | Oliver Shaw   |                      |
| 2015      | Jessica Jones                           | Zack          |                      |
| 2016      | Younger                                 | Rob Olive     |                      |
| 2016      | Transparent                             | Cantor Duvid  |                      |
| 2017      | Affaires douteuses                      | Nick Brady    |                      |
| 2017-2018 | The Opposition with Jordan Klepper (en) | Lui-même      |                      |
| 2019      | Klepper                                 | Lui-même      | également scénariste |

## Récompenses et distinctions
- (en) Kobi Libii: Awards, sur l'Internet Movie Database